# 張遜 (嘉靖進士)
張遜（1508年—？年），字士敏，號東皐，直隸高郵衛軍籍，明朝政治人物。

## 生平
治《書經》，嘉靖七年（1528年）由國子生中式戊子科應天府鄉試第一百二十名舉人，嘉靖十一年（1532年）登壬辰科會試第三百二名，第三甲第八十九名進士。兵部觀政，授浙江嘉兴府推官，改黄州府推官，歷陞府同知、工部郎中，出為山東濟南府知府，止。

## 家族
曾祖張忠；祖張鏜；父張湧，壽官；母宣氏。重慶下，妻栢氏。
行三，兄张道（嘉靖四年举人，貢士，官澤州知州）；張選（嘉靖庚戌進士）。弟遵；逵。子張應鳳。